# Municipio de Woodstock (Illinois)
El municipio de Woodstock (en inglés: Woodstock Township) es un municipio ubicado en el condado de Schuyler en el estado estadounidense de Illinois. En el año 2010 tenía una población de 388 habitantes y una densidad poblacional de 4,01 personas por km².

## Geografía
El municipio de Woodstock se encuentra ubicado en las coordenadas 40°3′7″N 90°37′10″O / 40.05194, -90.61944. Según la Oficina del Censo de los Estados Unidos, el municipio tiene una superficie total de 96.66 km², de la cual 96,63 km² corresponden a tierra firme y (0,03 %) 0,03 km² es agua.

## Demografía
Según el censo de 2010, había 388 personas residiendo en el municipio de Woodstock. La densidad de población era de 4,01 hab./km². De los 388 habitantes, el municipio de Woodstock estaba compuesto por el 99,48 % blancos, el 0,52 % eran afroamericanos. Del total de la población el 0,26 % eran hispanos o latinos de cualquier raza.